# Романюта, Эдуард Эдуардович
Эдуа́рд Эдуа́рдович Романю́та (укр. Едуард Едуардович Романюта); род. 23 октября 1992, Тернополь, Украина) — украинский певец, автор песен, музыкант, актёр, телеведущий.

## Биография
Родился в городе Тернополь в западной части Украины. Творческой деятельностью начал заниматься с четырёхлетнего возраста. Уже в возрасте пяти лет Эдуард выступает во Дворце «Украина» в Киеве, где за профессиональные достижения его лично отмечает Президент Украины Леонид Кучма. В 1999—2002 годах участвует в «Президентских ёлках», проводимых в Киеве, дав свыше 170 выступлений.
В юном возрасте Эдуард становится обладателем Гран-при международных песенных конкурсов: «Жемчужина Юга» (Украина), «Итальянская магия» (Италия), лауреатом I премии международных конкурсов «Песенная магия» (Болгария), «Славянский базарчик» (Украина), «Итальянская магия» (Италия), победителем всеукраинских конкурсов «Звёзды на сцену», «Песенный вернисаж», «Солнечный Скиф» и др. Всего на его счету три международных Гран-при, победы на 7 международных и 18 всеукраинских песенных конкурсах. В 2000 году Эдуард Романюта председательствовал в жюри от Украины в международном детском песенном конкурсе «Славянский базарчик» в Витебске (Беларусь), где выступил и в качестве гостя.
В 2003 году артист выпускает свой дебютный альбом «Краски родной земли», в поддержку которого проводит грандиозный шоу-концерт. Всего на счету Эдуарда 4 собственных концертных программы, включавшие свыше 50 песен.
В 2004 году, за весомый вклад в развитие музыкальной культуры Украины, Эдуард Романюта был награждён Премьер-министром Украины грамотой и медалью. Среди его наград есть национальные титулы «Ребёнок года», «Юное дарование» и др.
В 2009 году участвовал в украинском отборе на Евровидение-2009 с песней «Silence», но не вышел в финал.
Вскоре на Эдуарда начинают обращать внимание международные издатели. Так, в 2012 году, вместе со шведскими издателями «Cosmos Music Group», «Famous music» и «19 songs» Эдуард выпускает сингл «I’ll never let go». С этим треком певец становится финалистом украинского национального отбора на «Евровидение 2012», а клип на эту песню набирает миллионы просмотров на YouTube. С этой же песней Эдуард Романюта стал победителем в номинациях «Лучшая песня на иностранном языке» и «Видео года» на церемонии премий «OE Video Music Awards».
В результате плодотворного сотрудничества со шведскими издателями Эдуард Романюта выпускает в 2012 году ещё 3 трека: «Betray» совместно с «Starlab Publishing», «Conspiracy» вместе с «Snowflake Music Publishing», также, в сотрудничестве с «Cosmos Music Publishing», выходит релиз сингла «Get real with my heart», с которым Эдуард, принимая участие в украинском национальном отборе на «Евровидение 2013», в финале занимает третье место. Видео на песню «Get real with my heart» было отснято компанией «Hollywood World Studious» в Лос-Анджелесе (Калифорния, США) и набирает многочисленные просмотры на канале Vevo.
В 2012 году Эдуард принимал участие в шоу Первого национального Украинского канала «10+10», где исполнял дуэты с Софо Геловани, впоследствии представительницей Грузии на «Евровидении 2013».
В 2013 году Романюта продолжает сотрудничество и общие выступления с группами t.A.T.u — в Киеве, Stereo Plaza и Парк Горького на Автомотофесте (Ледовый стадион, Киев). В том же году совместно со шведскими издателями «Universal Music Publishing» артист выпускает трек «Nightmare». В сотрудничестве с «Roasting House Music», «Jazzell Music» и «Wicked Night Music» выходит трек «Reckless». Также в 2013 году выходит композиция «No regrets» на слова и музыку британских авторов. Недавно Эдуард Романюта выпустил аудиовизуальный альбом «Conspiracy», в который вошли 13 треков и 7 видео. 

### Евровидение 2015

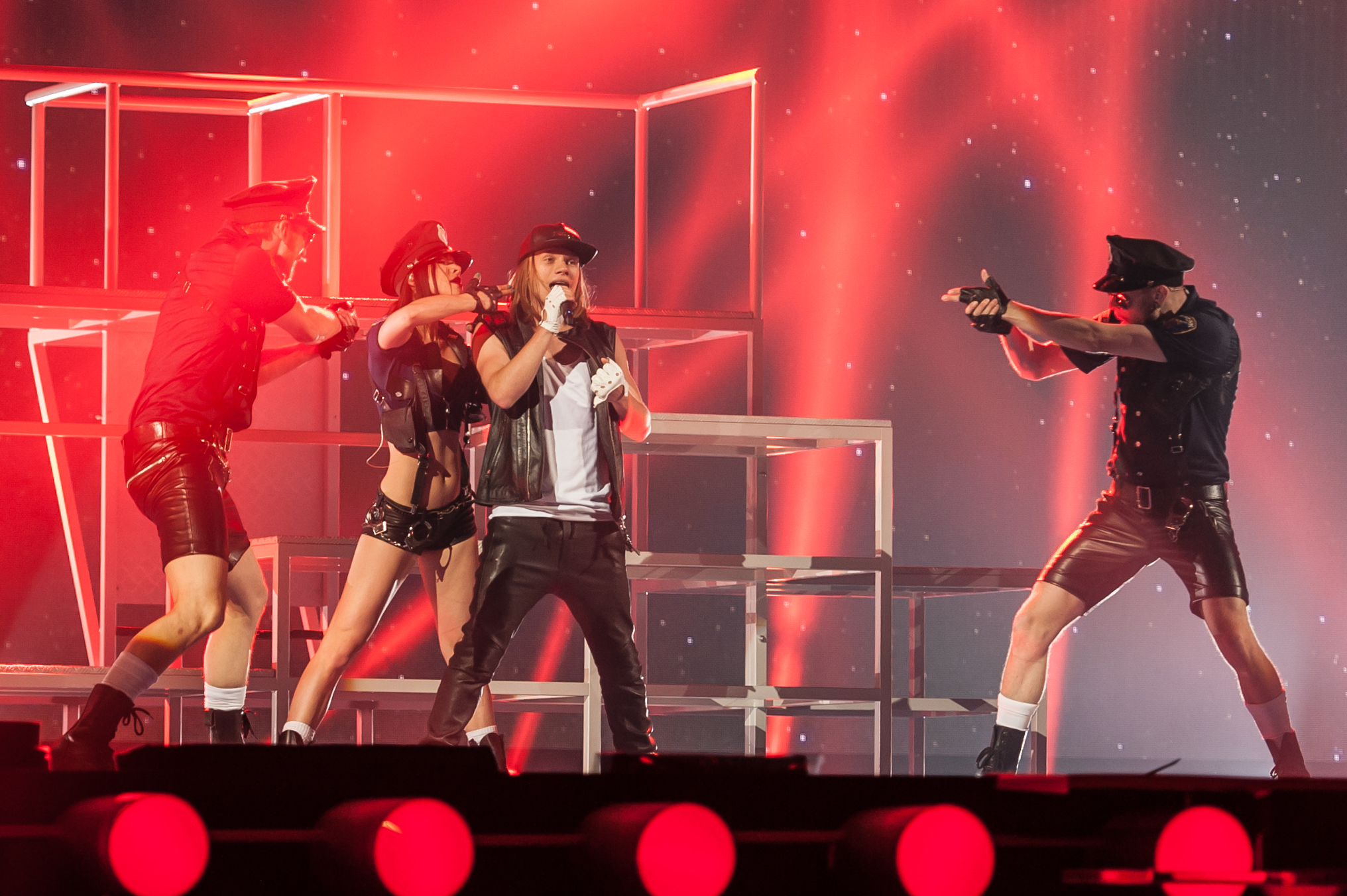
Выступление в полуфинале конкурса песни «Евровидение 2015» в Вене

В 2014 году шведскими паблишерами «The Kennel» специально для украинского отбора на «Евровидение 2015» была создана песня «I Want Your Love». Однако Украина, по понятным причинам, отказалась от участия в этом конкурсе, и Романюта принял решение представить песню на молдавском отборе.
В 2015 году Эдуард победил в национальном отборе Республики Молдова и, таким образом, получил право представлять её на 60-м юбилейном конкурсе песни «Евровидение 2015» в Вене (Австрия). По результатам жеребьёвки, Эдуард выступил в первом полуфинале под первым номером, но в финал конкурса не прошёл.

## Награды
- Почётная грамота Кабинета Министров Украины (19 октября 2004 года) — за весомый личный вклад в развитие украинской культуры[3]